# 莫寧
莫宁（緬甸語發音：[móɲ̥ɪ́ɰ̃]，掸语：မိူင်းယၢင်း），华人旧称抹允，缅甸克钦邦城镇。该镇是莫寧縣和莫宁镇区的治所。2014年该镇人口为33,290人。

## 教育
截至2024年，该镇有抹允智光学校和抹允存真学校两所华文学校。